# Christian Wolff
Christian Wolff (Breslau, (ma Wrocław), Szilézia, 1679. január 24. – Halle an der Saale, Porosz Királyság, 1754. április 9.) német filozófus, matematikus és természettudós. A Leibniz és Kant közötti periódus legjelentősebb német gondolkodója. Műveiben érte el a német racionalizmus a legkiérleltebb formáját.

## Életpályája
Szerény jövedelmű, evangélikus családba született. Felsőfokú tanulmányait a boroszlói, a lipcsei és a jénai egyetemen végezte. Leibniz ajánlására 1707-ben Halléban kinevezték az egyetem matematika professzorává, itt természettudományi és matematikai előadásokat tartott. Filozófiával csak 1710-ben kezdett el foglalkozni. 1713-ban publikálta Vernünftige Gedancken von den Kräfften des menschlichen Verstandes und ihrem richtigen Gebrauche in Erkäntnis der Wahrheit című első jelentős filozófiai munkáját, melyet "Német Logika" névvel szokás rövidíteni. Ezt követően kiadott egy összefoglaló igényű metafizikai munkát Vernünftige Gedanken von Gott, der Welt und der Seele des Menschen, auch allen Dingen überhaupt ("Német Metafizika") címmel. 1720 és 1723 között pedig etikai, fizikai és politikai témájú szövegei jelentek meg.
1723-ban vitába keveredett az egyetem teológiai fakultásának pietista professzoraival. Nem volt hajlandó a konfuciánus morálfilozófiáról írott munkáit ellenőrzésre átadni a teológusoknak, a filozófiai fakultás függetlenségére hivatkozva. Ennek eredményeként elbocsátották az egyetemről. Marburgban kapott katedrát, itt mint a filozófia és a matematika professzora tanított 1740-ig. Nagy Péter orosz cár tudományos tanácsadójaként részt vett a szentpétervári Orosz Tudományos Akadémia megalapításában. 1741-ben visszatért Halléba, II. (Nagy) Frigyes porosz uralkodó pedig meghívta az egyetem kancellári pozíciójába. Egészen haláláig, 1754-ig állt az egyetem élén.
Tagja volt a Royal Society-nek (1709), a Berlini (1711), a Szentpétervári (1725) és a Párizsi (1733) Tudományos Akadémiának.

## Jelentősége
Wolff (Leibniz mellett) az önálló német szisztematikus filozófiai gondolkodás és a német filozófiai nyelv megteremtője. Életműve meghatározta a teljes német akadémiai bölcseletet Kant fellépéséig. Összegezte, rendszerbe foglalta és egyben le is zárta a Descartes-al kezdődő racionalizmus tanításait. Tanítványa, Alexander Baumgarten az ő nyomdokain haladva alapozza meg a modern esztétikát. Egyik legfontosabb elgondolása a metafizika rendszerezett felosztása volt:
I. általános metafizika (ontológia)
II. speciális metafizika, melynek részei:
- racionális pszichológia
- racionális kozmológia
- racionális teológia

Ebben a felosztásban bevezeti az európai filozófiába az ontológia, az általános lételmélet fogalmát és egy új filozófiai diszciplínát hoz létre. A metafizikai gondolkodás ezen struktúrája nagy hatást gyakorol Kant bölcseletére, az ontológia és a speciális metafizika megkülönböztetése pedig az egész későbbi német filozófiában fontos szerepet kap majd.
Mindezek mellett ő vezette be a filozófiai terminológiába az idealizmus szakkifejezést és elsők között hoz létre egységes filozófiai szaknyelvet. Működésével kezdődik meg az a folyamat, mely során a filozófia akadémiai és egyetemi szaktudománnyá vált. Ő volt az első jelentős újkori gondolkodó, aki egyetemi tanárként és hivatásos tudományszervező személyiségként művelte a filozófiát.

## Művei
- Dissertatio algebraica de algorithmo infinitesimali differentiali (1704)
- Anfangsgründe aller mathematischen Wissenschaften (1710); latinul: Elementa matheseos universae (1713–1715)
- Vernünftige Gedanken von den Kräften des menschlichen Verstandes ("Német Logika") (1712).
- Vern. Ged. von Gott, der Welt und der Seele des Menschen, auch allen Dingen überhaupt ("Német Metafizika") (1719)
- Vern. Ged. von der Menschen Thun und Lassen (1720)
- Vern. Ged. von dem gesellschaftlichen Leben der Menschen (1721)
- Vern. Ged. von den Wirkungen der Natur (1723)
- Vern. Ged. von den Absichten der natürlichen Dinge (1724)
- Vern. Ged. von dem Gebrauche der Theile in Menschen, Thieren und Pflanzen (1725)
- Philosophia rationalis, sive logica (1728)
- Philosophia prima, sive Ontologia (1730)
- Cosmologia generalis (1731)
- Psychologia empirica (1732)
- Psychologia rationalis (1734)
- Theologia naturalis (1736–1737)
- Kleine philosophische Schriften (Kisebb filozófiai írások) (1736–1740)
- Philosophia practica universalis (1738–1739)
- Jus naturae és Jus Gentium. Magdeburg, 1740–1748
- Jus Gentium Methodo Scientifica Pertractum (A népek jogai a természettudomány módszerei szerint), 1749
- Philosophia moralis (1750–1753)